# Tournoi d'ouverture du championnat du Mexique de football 2020
Navigation
Saison précédente Saison suivante
Le Tournoi Guard1anes 2020 (également nommé Tournoi Apertura 2020) est le quarante-neuvième tournoi saisonnier disputé au Mexique.
C'est la 104e fois que le titre de champion du Mexique est remis en jeu.
Chacun des dix-huit clubs participant au championnat sera confronté une fois aux dix-sept autres. Puis les meilleurs s'affronteront lors d'une phase finale à la fin de la saison.
Seulement deux places sont qualificatives pour la Ligue des champions de la CONCACAF.

## Déroulement de la saison
Le Monarcas Morelia déménage à Mazatlán et se renomme Mazatlán Fútbol Club.

## Les 18 clubs participants
Ce tableau présente les dix-huit équipes qualifiées pour disputer le championnat 2020-2021. On y trouve le nom des clubs, le nom des stades dans lesquels ils évoluent ainsi que la capacité et la localisation de ces derniers.
| Club                      | Stade                         | Capacité | Ville                    |
| Club América              | Stade Azteca                  | 110 000  | Mexico                   |
| CF Atlas                  | Stade Jalisco                 | 60 000   | Guadalajara              |
| Cruz Azul FC              | Stade Azul                    | 35 161   | Mexico                   |
| CD Guadalajara            | Stade Omnilife                | 50 000   | Guadalajara              |
| FC Juárez                 | Stade olympique Benito Juárez | 19 704   | Ciudad Juárez            |
| Club León                 | Stade Nou Camp                | 33 943   | León                     |
| Mazatlán Fútbol Club      | Estadio de Mazatlán           | 25 000   | Mazatlán                 |
| CF Monterrey              | Stade BBVA                    | 53 500   | Monterrey                |
| Club Necaxa               | Stade Victoria                | 25 494   | Aguascalientes           |
| CF Pachuca                | Stade Hidalgo                 | 30 000   | Pachuca                  |
| Club Puebla               | Stade Cuauhtémoc              | 46 912   | Puebla                   |
| Querétaro FC              | Stade Corregidora             | 40 785   | Santiago de Querétaro    |
| Atlético de San Luis      | Stade Alfonso-Lastras         | 25 709   | San Luis Potosí          |
| Club Santos Laguna        | Stade Corona                  | 30 000   | Torreón                  |
| Tigres UANL               | Stade Universitario           | 43 257   | San Nicolás de los Garza |
| Club Tijuana              | Stade Caliente                | 33 333   | Tijuana                  |
| Deportivo Toluca          | Stade Nemesio Díez            | 30 000   | Toluca                   |
| Club Universidad Nacional | Stade Olímpico Universitario  | 68 900   | Mexico                   |

Localisation des clubs
| \| Mexico: Club América Cruz Azul Universidad Querétaro Atlas CD Guadalajara Monterrey Tigres UANL Pachuca Mazatlán Toluca Santos Laguna I Mexico Puebla Tijuana León Necaxa FC Juárez San Luis \| |
| Mexico: Club América Cruz Azul Universidad Querétaro Atlas CD Guadalajara Monterrey Tigres UANL Pachuca Mazatlán Toluca Santos Laguna I Mexico Puebla Tijuana León Necaxa FC Juárez San Luis       |

## Compétition
Le Tournoi Apertura se déroule de la même façon que les tournois saisonniers précédents :
- La phase de qualification : dix-sept journées de championnat.
- La phase finale : des confrontations aller-retour allant des quarts de finale à la finale.

### Phase de qualification
Lors de la phase de qualification les dix-neuf équipes s'affrontent une fois selon un calendrier tiré aléatoirement.
Les huit meilleures équipes sont directement qualifiées pour la phase finale.
Le classement est établi sur le barème de points classique (victoire à 3 points, match nul à 1, défaite à 0).
Le départage final se fait selon les critères suivants :
- Le nombre de points.
- La différence de buts générale.
- La différence de buts particulière.
- Le nombre de buts marqué à l'extérieur.
- Le tirage au sort.

| Rang | Équipe                    | Pts | J  | G  | N | P  | Bp | Bc | Diff |
| ---- | ------------------------- | --- | -- | -- | - | -- | -- | -- | ---- |
| 1    | Club León                 | 40  | 17 | 12 | 4 | 1  | 27 | 14 | +13  |
| 2    | Club Universidad Nacional | 32  | 17 | 8  | 8 | 1  | 29 | 17 | +12  |
| 3    | Club América              | 32  | 17 | 9  | 5 | 3  | 31 | 22 | +9   |
| 4    | Cruz Azul FC              | 29  | 17 | 9  | 2 | 6  | 23 | 16 | +7   |
| 5    | CF Monterrey              | 29  | 17 | 8  | 5 | 4  | 26 | 21 | +5   |
| 6    | Tigres UANL               | 28  | 17 | 7  | 7 | 3  | 27 | 16 | +11  |
| 7    | CD Guadalajara            | 26  | 17 | 7  | 5 | 5  | 20 | 17 | +3   |
| 8    | Club Santos Laguna        | 25  | 17 | 7  | 4 | 6  | 24 | 20 | +4   |
| 9    | CF Pachuca                | 25  | 17 | 6  | 7 | 4  | 18 | 14 | +4   |
| 10   | Club Necaxa               | 24  | 17 | 7  | 3 | 7  | 13 | 20 | -7   |
| 11   | Deportivo Toluca          | 21  | 17 | 6  | 3 | 8  | 23 | 28 | -5   |
| 12   | Club Puebla               | 20  | 17 | 6  | 2 | 9  | 22 | 25 | -3   |
| 13   | FC Juárez                 | 19  | 17 | 4  | 7 | 6  | 16 | 19 | -3   |
| 14   | Mazatlán Fútbol Club      | 16  | 17 | 4  | 4 | 9  | 24 | 31 | -7   |
| 15   | Club Tijuana              | 15  | 17 | 4  | 3 | 10 | 12 | 27 | -15  |
| 16   | CF Atlas                  | 14  | 17 | 3  | 5 | 9  | 13 | 20 | -7   |
| 17   | Querétaro FC              | 13  | 17 | 3  | 4 | 10 | 23 | 28 | -5   |
| 18   | Atlético de San Luis      | 11  | 17 | 3  | 2 | 12 | 16 | 35 | -19  |

| Légende : Qualifications et relégations | Légende : Qualifications et relégations                           |
| --------------------------------------- | ----------------------------------------------------------------- |
|                                         | Ligue des champions de la CONCACAF 2022 Qualifié pour la Liguilla |
|                                         | Qualifié pour la Liguilla                                         |
|                                         | C Vainqueur de la Copa México                                     |

### LaLiguilla
Les douze équipes qualifiées sont réparties dans le tableau final d'après leur classement général. L'équipe la moins bien classée accueille lors du match aller et la meilleure lors du match retour.
Les équipes placées de la 5e à la 12e place jouent un match de classement pour se qualifier pour les quarts de finale. 
- Le 5e contre le 12e.
- Le 6e contre le 11e.
- Le 7e contre le 10e.
- Le 8e contre le 9e.

En cas d'égalité lors du match de classement, une séance de tirs au but a lieu.
En cas d'égalité lors des autres tours, c'est l'équipe la mieux classée qui se qualifie. Par contre lors de la finale, si les deux équipes sont à égalité sur la somme des deux matchs des prolongations puis une séance de tirs au but ont lieu.

#### Match de classement
| 22 novembre 2020 | CF Monterrey | 2:2 (2:4t. a. b.) | Club Puebla | Estadio BBVA    |                 |
|                  |              | (1:0)             |             | Spectateurs : 0 | Spectateurs : 0 |

| 22 novembre 2020 | Tigres UANL | 2:1   | Deportivo Toluca | Estadio Universitario |                 |
|                  |             | (2:0) |                  | Spectateurs : 0       | Spectateurs : 0 |

| 21 novembre 2020 | CD Guadalajara | 1:0   | Club Necaxa | Estadio Omnilife |                 |
|                  |                | (0:0) |             | Spectateurs : 0  | Spectateurs : 0 |

| 21 novembre 2020 | Club Santos Laguna | 0:3   | CF Pachuca | Estadio Corona  |                 |
|                  |                    | (0:1) |            | Spectateurs : 0 | Spectateurs : 0 |

#### Tableau
|  |                           |                           |                |               |               |                             |     |            |            |            |            |            |           |     |        |        |        |        |        |  |  |
|  | 1/4 de finale             | 1/4 de finale             | 1/4 de finale  | 1/4 de finale | 1/4 de finale |                             |     | 1/2 finale | 1/2 finale | 1/2 finale | 1/2 finale | 1/2 finale |           |     | Finale | Finale | Finale | Finale | Finale |  |  |
|  |                           |                           |                |               |               |                             |     |            |            |            |            |            |           |     |        |        |        |        |        |  |  |
|  |                           |                           |                |               |               |                             |     |            |            |            |            |            |           |     |        |        |        |        |        |  |  |
|  | Club León                 | (1)                       | 1              | 2             | 3             |                             |     |            |            |            |            |            |           |     |        |        |        |        |        |  |  |
|  | Club León                 | (1)                       | 1              | 2             | 3             |                             |     |            |            |            |            |            |           |     |        |        |        |        |        |  |  |
|  | Club Puebla               | (12)                      | 2              | 0             | 2             |                             |     |            |            |            |            |            |           |     |        |        |        |        |        |  |  |
|  | Club Puebla               | (12)                      | 2              | 0             | 2             | Club León                   | (1) | 1          | 1          | 2          |            |            |           |     |        |        |        |        |        |  |  |
|  |                           |                           |                |               |               | Club León                   | (1) | 1          | 1          | 2          |            |            |           |     |        |        |        |        |        |  |  |
|  |                           |                           | CD Guadalajara | (7)           | 1             | 0                           | 1   |            |            |            |            |            |           |     |        |        |        |        |        |  |  |
|  | Club América              | (3)                       | CD Guadalajara | (7)           | 1             | 0                           | 1   | 0          | 1          | 1          |            |            |           |     |        |        |        |        |        |  |  |
|  | Club América              | (3)                       |                |               |               |                             |     |            | 1          | 1          |            |            |           |     |        |        |        |        |        |  |  |
|  | CD Guadalajara            | (7)                       | 1              | 2             | 3             |                             |     |            |            |            |            |            |           |     |        |        |        |        |        |  |  |
|  | CD Guadalajara            | (7)                       | 1              | 2             | 3             |                             |     |            |            |            |            |            | Club León | (1) | 1      | 2      | 3      |        |        |  |  |
|  |                           |                           |                |               |               |                             |     |            |            |            |            |            | Club León | (1) | 1      | 2      | 3      |        |        |  |  |
|  |                           | Club Universidad Nacional | (2)            | 1             | 0             | 1                           |     |            |            |            |            |            |           |     |        |        |        |        |        |  |  |
|  | Club Universidad Nacional | Club Universidad Nacional | (2)            | 1             | 0             | 1                           | (2) | 1          | 0          | 1          |            |            |           |     |        |        |        |        |        |  |  |
|  | Club Universidad Nacional |                           |                |               |               |                             | (2) | 1          | 0          | 1          |            |            |           |     |        |        |        |        |        |  |  |
|  | CF Pachuca                | (9)                       | 0              | 0             | 0             |                             |     |            |            |            |            |            |           |     |        |        |        |        |        |  |  |
|  | CF Pachuca                | (9)                       | 0              | 0             | 0             | Club Universidad Nacional A | (2) | 0          | 4          | 4          |            |            |           |     |        |        |        |        |        |  |  |
|  |                           |                           |                |               |               | Club Universidad Nacional A | (2) | 0          | 4          | 4          |            |            |           |     |        |        |        |        |        |  |  |
|  |                           |                           | Cruz Azul FC   | (4)           | 4             | 0                           | 4   |            |            |            |            |            |           |     |        |        |        |        |        |  |  |
|  | Cruz Azul FC              | (4)                       | Cruz Azul FC   | (4)           | 4             | 0                           | 4   | 3          | 0          | 3          |            |            |           |     |        |        |        |        |        |  |  |
|  | Cruz Azul FC              | (4)                       |                |               |               |                             |     | 3          | 0          | 3          |            |            |           |     |        |        |        |        |        |  |  |
|  | Tigres UANL               | (6)                       | 1              | 1             | 2             |                             |     |            |            |            |            |            |           |     |        |        |        |        |        |  |  |
|  | Tigres UANL               | (6)                       | 1              | 1             | 2             |                             |     |            |            |            |            |            |           |     |        |        |        |        |        |  |  |

- A L'équipe la mieux classée dans le championnat est qualifiée.

| Vainqueur du Tournoi Apertura 2020 Club León 8e titre |

## Bilan du tournoi
| Tournoi d'ouverture du championnat de football du Mexique 2020 |                           |
| Champion                                                       | Club León (8e titre)      |
| Dauphin                                                        | Club Universidad Nacional |
| Qualifications continentales                                   |                           |
| Ligue des champions de la CONCACAF 2022                        | Club León                 |
| Ligue des champions de la CONCACAF 2022                        | Club Universidad Nacional |